# The U-Men
The U-Men est un groupe de rock américain, originaire de Seattle, dans l'État de Washington. Actifs durant les années 1980 (1981-1989), ils effectuent bon nombre de tournées à travers les États-Unis et ont le privilège de voir une chanson des Butthole Surfers nommée en leur honneur (The O-Men, sur l'album Locust Abortion Technician). Leur son sale est précurseur de ce qui serait plus tard nommé le grunge de Seattle.

## Biographie
The U-Men sont menés par le chanteur John Bigley et incluent Tom Price, Charlie « Chaz » Ryan, Robin Buchan, Jim Tillman, Tom Hazelmyer et plus tard Tony « Tone Deaf » Ransom. Leur style de rock alternatif est crédité par AllMusic pour avoir aidé le style rock de Seattle. Ils ont un morceau des Butthole Surfers nommé en leur honneur, The O-Men, issu de l'album Locust Abortion Technician.
Tom Price formera Gas Huffer, et jouera avec The Monkeywrench. John et Charlie fonderont The Crows. Jim Tillman, qui est reconnu comme le principal bassiste, et qui joue sur les deux premiers albums du groupe, The U-Men (1984), Stop Spinning (1985), et sur la compilation Deep Six (1986) (morceau They), jouera pour d'autres groupes comme notamment Love Battery. Mark Arm de Mudhoney notera après l'annonce d'une anthologie chez Sub Pop que le groupe ne sera plus jamais pareil depuis le départ de Jim.

## Membres
- John Bigley - chant
- Tom Price - guitare
- Robin Buchan - basse (1981-1982)
- Charlie Ryan - batterie
- Jim Tillman - basse (1982-1986)
- Tom Hazelmyer - basse (1987)
- Tony Ransom - basse (Juillet 1987-1989)

## Discographie

### Albums studio
- 1988 : Step on a Bug (Black Label Records)
- 2000 : Solid Action (compilation) (Chuckie-Boy Records)

### Singles et EP
- 1984 : U-Men EP (Bombshelter Records)
- 1985 : Stop Spinning EP (Homestead Records)
- 1987 : Solid Action b/w Dig It A Hole (Black Label Records)
- 1988 : Freezebomb b/w/ That's Wild About Jack (Amphetamine Reptile)

### Compilations
- "They" sur la compilation Deep Six (C/Z Records, 1986)
- "Shoot 'Em Down (live)" on the Woodshock '85 compilation (El Jefe Records, 1986)
- "Gila" sur la compilation Sub Pop 100 (Sub Pop Records, 1986)
- "Bad Little Woman" sur la compilation Dope-Guns-'N-Fucking In The Streets, Vol. 1 (Amphetamine Reptile, 1988)
- "Bad Little Woman" sur la compilation Dope-Guns-'N-Fucking In The Streets, Vols. 1-3 (Amphetamine Reptile, 1989)
- "Dig It A Hole" sur la BO Hype! (Sub Pop Records, 1996)